# Kay Ivey
Kay Ellen Ivey, född 15 oktober 1944 i Camden i Alabama, är en amerikansk lärare och republikansk politiker. Hon är sedan 2017 Alabamas guvernör. Hon har tidigare varit delstatens finansminister åren 2003–2011 och viceguvernör 2011–2017, under guvernör Robert J. Bentley.
Som guvernör införde hon den mest restriktiva abortlagstiftningen i USA, vilket i huvudsak förbjöd abort. Ivey är för närvarande[när?] den äldsta guvernören i USA.

## Bakgrund och privatliv
Ivey föddes som det enda barnet till Boadman Ivey och Barbara Ivey. Hennes far var armémajor under andra världskriget.
Ivey arbetade på sin fars gård. Hon tog examen som lärare vid Auburn University. Under 1967 flyttade hon till Kalifornien efter ett äktenskap och arbetade som lärare på high school i flera år. Hon återvände senare till Alabama.
Ivey har varit gift och skild två gånger och har inga barn. Ivey hör till First Baptist Church i Montgomery.

## Politisk karriär
Ivey har tidigare varit medlem i det demokratiska partiet.
År 2003 började Ivey som Alabamas finansminister. Hon återvaldes till ämbetet fyra år senare. År 2008 var hon ordförande i kommittéen med ansvar för Mitt Romneys presidentvalskampanj i Alabama.
Ivey valdes 2010 till Alabamas viceguvernör med Robert Bentley som guvernör. Ivey blev den första kvinnliga republikan som har valts till ämbetet i delstaten.

### Som guvernör
Guvernör Bentley avgick 2017 och efterträddes av Ivey. Hon blev den andra kvinnliga guvernören i delstaten (den första var Lurleen Wallace som valdes år 1966).
Ivey valdes till sin första fullständiga mandatperiod som guvernör i valet 2018 där hon fick 59,6 % av rösterna.
År 2021 anmälde Ivey att hon kandiderar i guvernörsvalet 2022. Hon vann sitt partis primärval i maj 2022. Ivey har spred lögnen att demokraterna stal valet från Donald Trump år 2020.